# Staying Alive (colonna sonora)
The Original Motion Picture Soundtrack "Staying Alive" è la colonna sonora del film omonimo, del 1983. Contiene 12 brani, la metà dei quali sono interpretati dai Bee Gees. Il disco uscì nel 1983 (a giugno negli USA, a luglio nel Regno Unito), cinque nuove canzoni dei Bee Gees sono nel primo lato, nel secondo lato sono presenti vari artisti che hanno eseguito canzoni per lo più scritte da Frank Stallone, fratello del regista del film Sylvester Stallone. La colonna sonora ha raggiunto la posizione numero 14 nel Regno Unito, la numero 6 negli Stati Uniti, la numero 1 in Svizzera, e la numero 2 in Italia ed in Giappone, ed ha venduto 4,5 milioni di copie in tutto il mondo. La colonna sonora, e le canzoni, sono stati gli ultimi lavori dei Bee Gees pubblicati dalla RSO Records.

## Tracce
1. Bee Gees – The Woman in You – 4:04 (Barry Gibb/Robin Gibb/Maurice Gibb)
2. Bee Gees – I Love You Too Much – 4:27 (Barry Gibb/Robin Gibb/Maurice Gibb)
3. Bee Gees – Breakout – 4:46 (Barry Gibb/Robin Gibb/Maurice Gibb)
4. Bee Gees – Someone Belonging to Someone – 4:26 (Barry Gibb/Robin Gibb/Maurice Gibb)
5. Bee Gees – Life Goes On – 4:26
6. Bee Gees – Stayin' Alive (Edited Version) – 1:33
7. Frank Stallone – Far From Over – 3:56 (testo: Frank Stallone – musica: Vince DiCola)
8. Tommy Faragher – Look Out for Number One – 3:20 (Bruce Stephen Foster/Tom Marolda)
9. Cynthia Rhodes – Finding Out the Hard Way – 3:33 (Frank Stallone/Roy Freeland)
10. Frank Stallone – Moody Girl (Frank Stallone/Joe Esposito/Vince DiCola)
11. Tommy Faragher – (We Dance) So Close to the Fire – 3:45 (Randy Bishop/Tommy Faragher)
12. Frank Stallone & Cynthia Rhodes – I'm Never Gonna Give You Up – 3:30 (Frank Stallone/Joe Esposito/Vince DiCola)

Outtake
1. Bee Gees – River of Souls – 6:57 (Barry Gibb/Robin Gibb/Maurice Gibb)